# Sant Boi de Llobregat (ort)
Sant Boi de Llobregat är en ort i Spanien.   Den ligger i provinsen Província de Barcelona och regionen Katalonien, i den östra delen av landet, 500 km öster om huvudstaden Madrid. Sant Boi de Llobregat ligger 45 meter över havet och antalet invånare är 82 428.
Terrängen runt Sant Boi de Llobregat är kuperad åt nordväst, men åt sydost är den platt.  Närmaste större samhälle är Barcelona, 11,4 km öster om Sant Boi de Llobregat. Runt Sant Boi de Llobregat är det i huvudsak tätbebyggt.